# Adolfo Pons y Umbert
Adolfo Pons y Umbert (Barcelona, 11 de septiembre de 1873-Madrid, 7 de septiembre de 1945) fue un jurista, funcionario, académico e intelectual español.

## Biografía
Nació en la calle de los Baños Nuevos de Barcelona, hijo del diputado catalán Frederic Pons y Montells y de su esposa Carme Umbert y Gil, ambos naturales de Barcelona, y nieto del político reusense Marian Pons y Tàrrech. En 1874 la familia se trasladó a Madrid, donde Adolfo estudió en el Instituto Cardenal Cisneros y se licenció en derecho en 1895. Fundó la revista Gil Blas con su amigo Adolfo Bonilla y San Martín, y colaboró en los diarios La Publicidad, de Barcelona, el Heraldo de Madrid y La Correspondencia de España de Madrid.
En 1891 ingresó por oposición al cuerpo de Secretarios del Congreso de los Diputados y en 1893 fue nombrado académico numerario de la Real Academia de Jurisprudencia y Legislación. En 1909 ascendió a oficial de archivo y en 1933 a jefe adjunto de la Administración civil. De 1906 a 1907 José Canalejas le nombró secretario político del Congreso. En 1920 fue elegido miembro de la Real Academia de Ciencias Morales y Políticas con el discurso «La crisis del régimen parlamentario (Concepto del legislador)» (1922). También fue miembro de la Academia de Buenas Letras de Barcelona (1908) de la Real Academia Hispanoamericana de Ciencias, Artes y Letras de Cádiz (1918) y de la Real Academia Sevillana de Buenas Letras (1923).
Se dedicó al estudio del derecho parlamentario, a la historia parlamentaria de España, al funcionamiento de las Cortes Españolas y al estudio de personajes históricos como Antonio Cánovas del Castillo y Francisco Romero Robledo. Mantuvo estrechos vínculos con Cataluña, puesto que veraneaba en Arbós, pero escribió algunas disertaciones valorando bastante negativamente el catalanismo.
Al estallar la guerra civil española fue apartado del servicio por desafección a la Segunda República, puesto que fue uno de los académicos que apoyó activamente al nuevo régimen. Establecido en Burgos, fue uno de los veintiún académicos y juristas que el 21 de diciembre de 1938 elaboraron el Dictamen sobre la ilegitimidad de los poderes actuantes el 18 de julio de 1936. En 1939 fue nombrado presidente interino de la Real Academia de Jurisprudencia y Legislación y readmitido en su cargo del Congreso de los Diputados.
Se jubiló en 1943. Murió en Madrid en 1945 y fue enterrado en la sacramental de San Lorenzo y San José.

## Obra
- Cánovas de Castillo (Madrid, Imp. de los Hijos de M.G. Hernández, 1901. 637 pp.)
- Organización y funcionamiento de las Cortes según las Constituciones españolas y Reglamentación de dicho cuerpo colegislador (Madrid, Hijos de M.G. Hernández, 1906. LXXXIV, 773 pp.)
- Del regionalismo en Cataluña: Comentarios a un libro (Madrid, Revista General de Legislación, 1902. 79 pp.)
- Peligro nacional: estudios e impresiones sobre el catalanismo (Madrid, s.n.,1901. 128 pp.)
- Vagando: Colección de artículos (Madrid, Imp. de los Hijos de M.G. Hernández, 1903. 299 pp.)
- El deber social: Notas de pedagogía política (Madrid, Imp. de los Hijos de M.G. Hernández, 1905. 79 pp.)
- Historia política y parlamentaría del Excmo. Sr. D. Francisco Romero Robledo: su influencia en la evolución de los partidos, sus principales discursos (Madrid, Imp. de Valentín Tordesillas, 1916. 1024 pp.)
- Prerrogativa del Congreso de los Diputados para el examen de las calidades y legalidad de la elección de sus individuos (Madrid, Este. Tipográfico, 1910. 155 pp.),